# Eisenbergiella tayi
Eisenbergiella tayi es una especie de bacteria grampositiva del género Eisenbergiella. Fue descrita en el año 2014. Su etimología hace referencia al médico Waren Tay. Se tiñe como gramnegativa, pero tiene estructura de grampositiva. Es anaerobia estricta, inmóvil. Tiene un tamaño de 0,4-0,7 μm de ancho por 3,4-7,3 μm de largo. Forma colonias opacas, irregulares, no pigmentadas y no hemolíticas. Catalasa positiva. Temperatura de crecimiento entre 15-45 °C, óptima de 30-37 °C. Se ha aislado de sangre humana en varias ocasiones, aunque su patogenicidad no está clara. Se encuentra formando parte de la microbiota intestinal en humanos y ratas.